# اچ‌ام‌اس وینچلسی (دی۴۶)
اچ‌ام‌اس وینچلسی (دی۴۶) (به انگلیسی: HMS Winchelsea (D46)) یک کشتی بود. این کشتی در سال ۱۹۱۷ ساخته شد.